# Шахта «Молодіжна»
Шахта «Молодіжна» – гірничодобувне підприємство у Актюбінській області Казахстану, що здійснює розробку кількох родовищ зі складу Сарсайського рудного поля Південно-Кемпірсайського рудного масиву.
В 1974 – 1997 роках родовище «40 років Казахської РСР» відпрацьовувалось за допомогою однойменного кар’єру, з якого вилучили 25,1 млн тон руди. Для відпрацювання ще 63 млн тон запасів цього родовища та розташованого поруч родовища Молодіжне спорудили шахту «Молодіжна», введення якої почалось у 1982 році. В 1987-му на майданчику шахти запустили належну до того ж Донського гірничо-збагачувального комбінату збагачувальну фабрику №2, що могла приймати 1,7 млн тон руди на рік.
В 1992-му на шахті видобули 1,5 млн тон, проте в середині 1990-х на тлі краху планової економіки відбулось падіння до рівня у 0,4 млн тон. Зі входженням комбінату до концерну «Казхром» почалось відновлення обсягів видобутку. В 2000-м на шахті запустили другий концентраційний горизонт, що дозволило нарешті вивести її номінальну потужність на проектний рівень у 2 млн тон.
Шахта має три стовбури – «Скіповий», «Клітьовий» та «Вентиляційний», а найнижчий видобувний горизонт знаходився на глибині 715 метрів.
Станом на 2014-й залишкові запаси шахти оцінювались у 18 млн тон.